# I Musici de Montréal
I Musici de Montréal est un orchestre de chambre québécois basé à Montréal, comptant quinze musiciens et dont le vaste répertoire s'étend de la musique baroque à la musique contemporaine.

## Présentation
Fondé en 1983 par le violoncelliste et chef d’orchestre Yuli Turovsky, l’Orchestre de chambre I Musici de Montréal est composé de quinze musiciens, dont le répertoire est particulièrement varié, s’étendant de la musique baroque à la musique contemporaine.
Jean-Marie Zeitouni, chef principal et directeur artistique depuis mai 2011 cesse son mandat après 10 ans à la fin septembre 2021.
Jean François Rivest est nommé directeur artistique de l'orchestre de chambre en 2023,.
I Musici accorde une place particulière aux artistes canadiens émergents et s’associe à des artistes de renom, du Canada et de l’étranger, en plus de créer des partenariats avec d’autres ensembles musicaux.
I Musici de Montréal a été reconnu en 1987 par le Conseil canadien de la musique comme « meilleur orchestre de chambre de l’année ». L'orchestre est reconnu à l’étranger et a effectué de nombreuses tournées au cours de son existence, visitant 23 pays.
Sous la direction de Yuli Turovsky, comme chef ou comme soliste, I Musici de Montréal a joué dans plusieurs pays, aux États-Unis, en Corée, au Canada, entre autres au Festival d'été international de Québec, au Festival international de Lanaudière et au Centre d'arts Orford.
I Musici de Montréal a enregistré plus d’une cinquantaine de CD, notamment sous le label Chandos, dont plusieurs ont reçu des prix et des distinctions au Canada et à l’étranger.
Claude Gingras évoque l'ensemble en ces termes : 

« Jamais encore je n'ai entendu le jeune orchestre jouer avec une telle pureté de son et de pensée et maintenir du commencement à la fin d'un concert une telle qualité de jeu et un tel engagement spirituel »

— La Presse, Montréal, 11 mai 1986
.

## Récompenses et distinctions
- 1987 : Proclamé ensemble de l'année 1987 par le Conseil canadien de la musique[10].
- 1988 : 
  - Diapason d'or pour la Symphonie no 14 de Chostakovitch[10].
  - Prix Félix de la meilleure formation classique[10].
- 1992 : Rosette du Penguin Guide to Compact Discs and Cassettes pour l'enregistrement des Concerti grossi, op. 6 de Haendel.
- 1996 : Prix Félix du meilleur album classique (orchestre et grand ensemble) pour le disque Ginastera/Villa-Lobos/Evangelista (Chandos/SRI)[10].
- 1997 : Prix Juno dans la catégorie Meilleur album classique pour le même enregistrement Ginastera/Villa-Lobos/Evangelista (Chandos/SRI)[10].
- 1998 : Prix Opus du Conseil québécois de la musique, catégories  « Événement discographique de l'année » et « Meilleur enregistrement, musique contemporaine »[10] pour le disque regroupant des œuvres de Gorecki, de Pärt et de Schnittke.
- 1999 : Grand Prix du Conseil des arts de la Communauté urbaine de Montréal pour sa contribution exemplaire, exceptionnelle et unique au rayonnement de la musique sur le territoire de la CUM[10].
- 2001 :  BBC Music Magazine nomme son 40e CD  Album du mois[10].
- 2004 : Prix Opus du Conseil québécois de la musique, catégorie « Rayonnement à l’étranger ».
- 2007 : Prix Opus du Conseil québécois de la musique, catégorie « Disque de l’année, musiques moderne et contemporaine », pour Autour de Chostakovitch, sous étiquette Analekta.
- 2010 : finaliste du Prix Juno pour son album Tchaikovsky, souvenir de Florence, Quartet no.1 [10].